# Bogaras (Topolya)
Bogaras (avagy Félváros, szerbül Богараш / Bogaraš) település Szerbiában, a Vajdaságban, az Észak-bácskai körzetben, Topolya községben. Közigazgatásilag a gunarasi Helyi közösséghez tartozik.

## Fekvése
Topolyától keletre, Gunaras és Buránysor közt elhelyezkedő település.

## Demográfiai változások
| 1948 | 1953 | 1961 | 1971 | 1981 | 1991 | 2002 |
| ---- | ---- | ---- | ---- | ---- | ---- | ---- |
| 65   | 152  | 149  | 139  | 185  | 151  | 94   |